# Rzeki światła
Rzeki światła (tytuł oryginalny: Lumë drite) – albański film fabularny z roku 1975 w reżyserii Ismaila Zhabiaku.

## Opis fabuły
Bardhi jest nauczycielem w małej wiejskiej szkole w górach. Jeden z uczniów Adushi opuszcza zajęcia w szkole. Bardhi próbuje zrozumieć powody, dla których Adushi nie przychodzi do szkoły. W domu Adushiego wszystkie problemy zostają wyjaśnione i uczeń wraz z nauczycielem powraca do zajęć.
Film realizowano w Lezhy.

## Obsada
- Ilir Çelia jako Adushi
- Ymer Bala jako nauczyciel Bardhi
- Tinka Kurti jako Halla
- Zhani Ziçishti jako Agron, nauczyciel historii
- Tonin Ujka jako nauczyciel
- Zef Nikolla jako dyrektor szkoły
- Zana Dema jako nauczycielka Vera
- Abedin Xhabija jako ojciec Adusha
- Agron Dizdari